# Parc Bel-Air
Pour les articles homonymes, voir Bel Air.

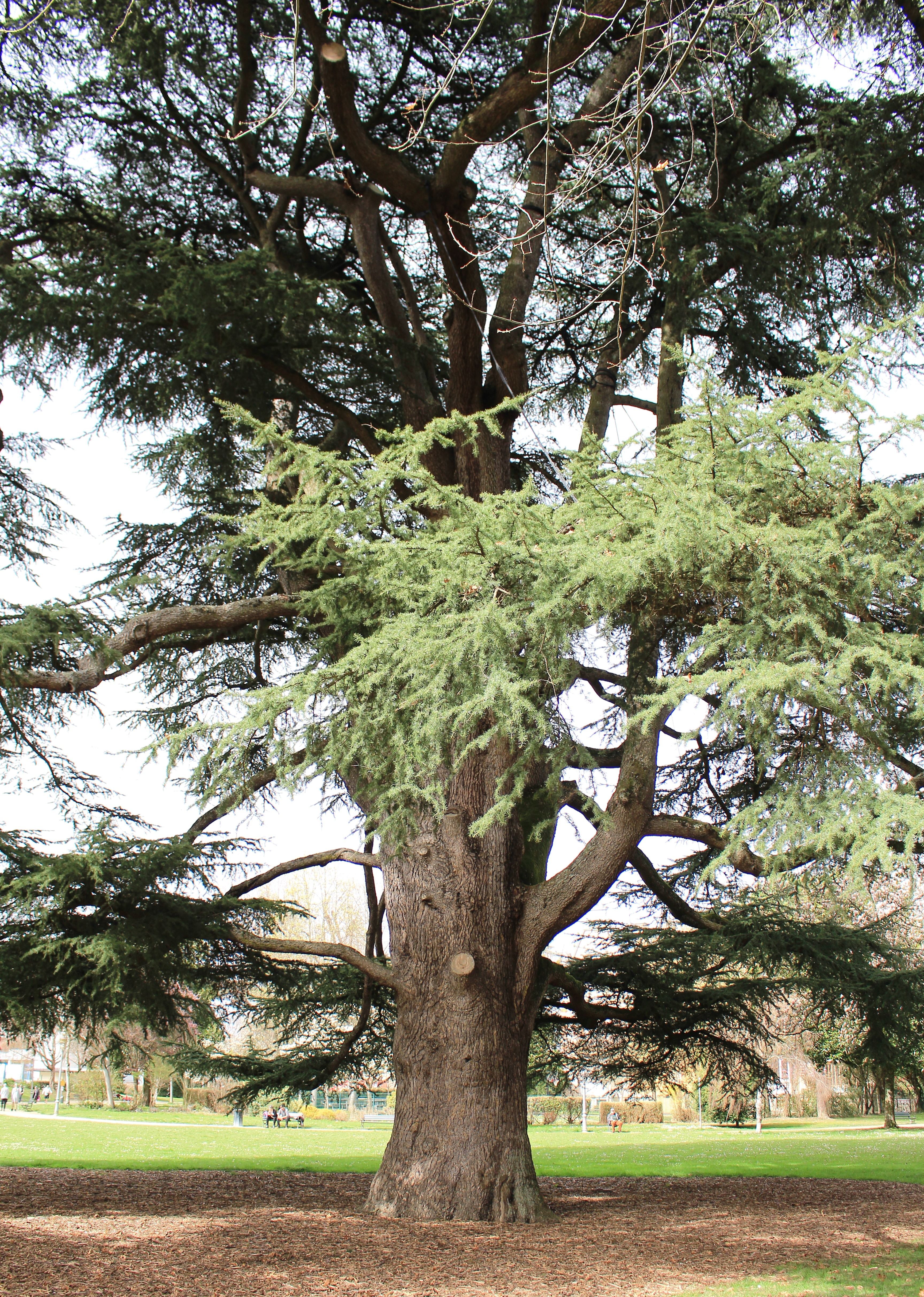
Le cèdre (arbre remarquable).

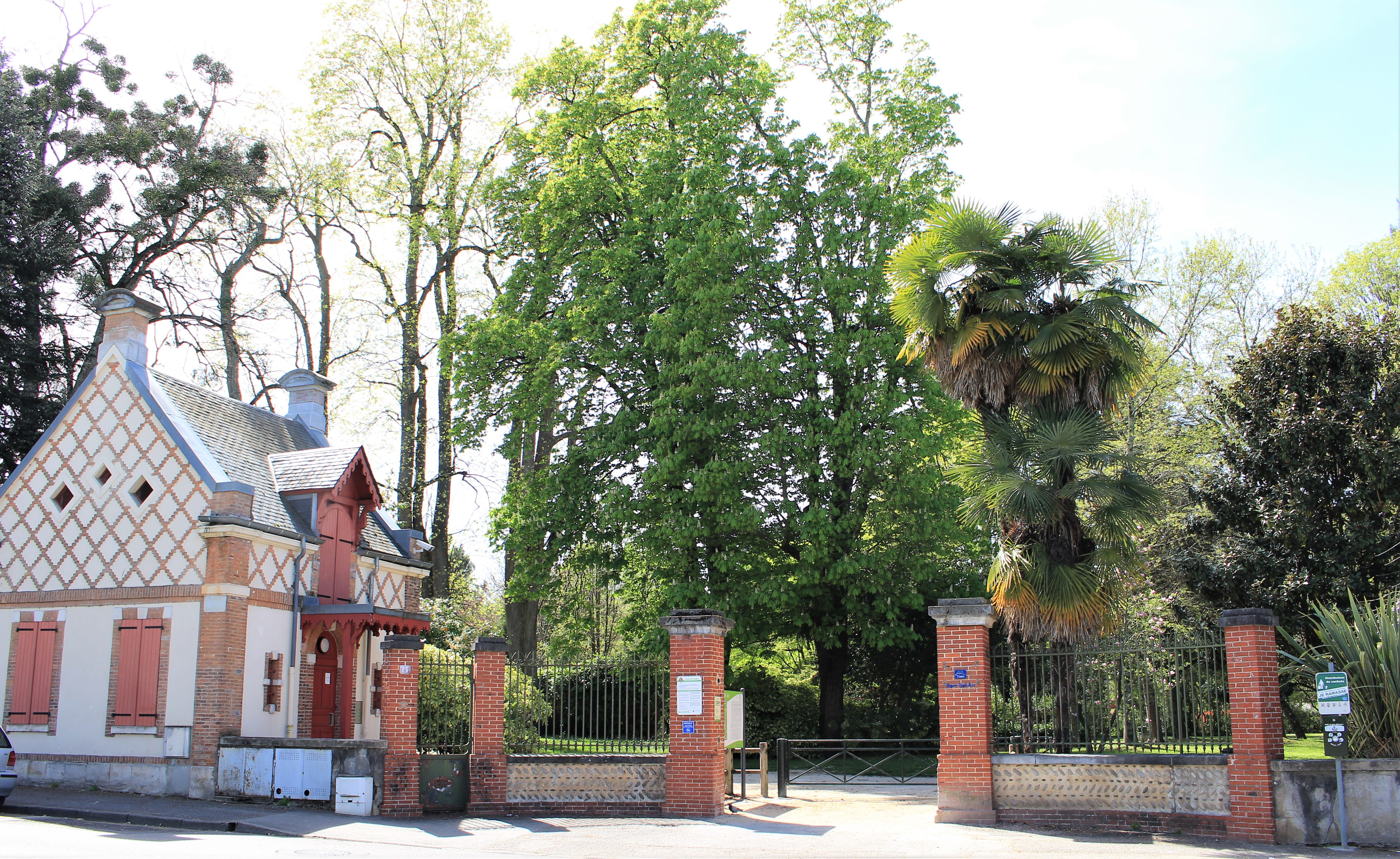
L'entrée est.

Le Parc Bel-Air est un jardin public de la ville de Tarbes, dans le département français des Hautes-Pyrénées.

## Localisation
Le parc est situé dans le quartier d'Ormeau-Figarol (canton de Tarbes 3) et a pour accès les avenues Pierre de Coubertin et d'Altenkirchen et rue Georges Ledormeur au nord.

## Historique
Le parc a été aménagé en 1860 avec la construction de la villa Bel-Air, ancien château Delong; il couvrait à l'origine une superficie de 6,5 ha. Il comprenait, outre le jardin d'agrément : un jardin potager, une orangerie, des serres, un pavillon de concierge, des remises, des écuries et dépendances diverses.
Acheté par la ville de Tarbes en 1932, le château est transformé en crèche municipale; le parc est amputé d'une partie de sa surface avec la construction du lycée Marie Curie et du stade Maurice Trélut.
Les abords du château sont réhabilités à partir de 1985 et transformé en jardin public.

## Espèces végétales
Parc paysager à l'anglaise dans lequel de grands arbres forment des allées ombragées, ainsi que de nombreuses fleurs de saison.
Il comprend des éléments végétaux comme arbustes, plantes vivaces et de grandes pelouses, parmi les arbres on trouve des tilleuls, frênes.
On peut y voir des cèdres qui sont classés des arbres remarquables.

## Galerie d'images

Sélection de vues du parc.
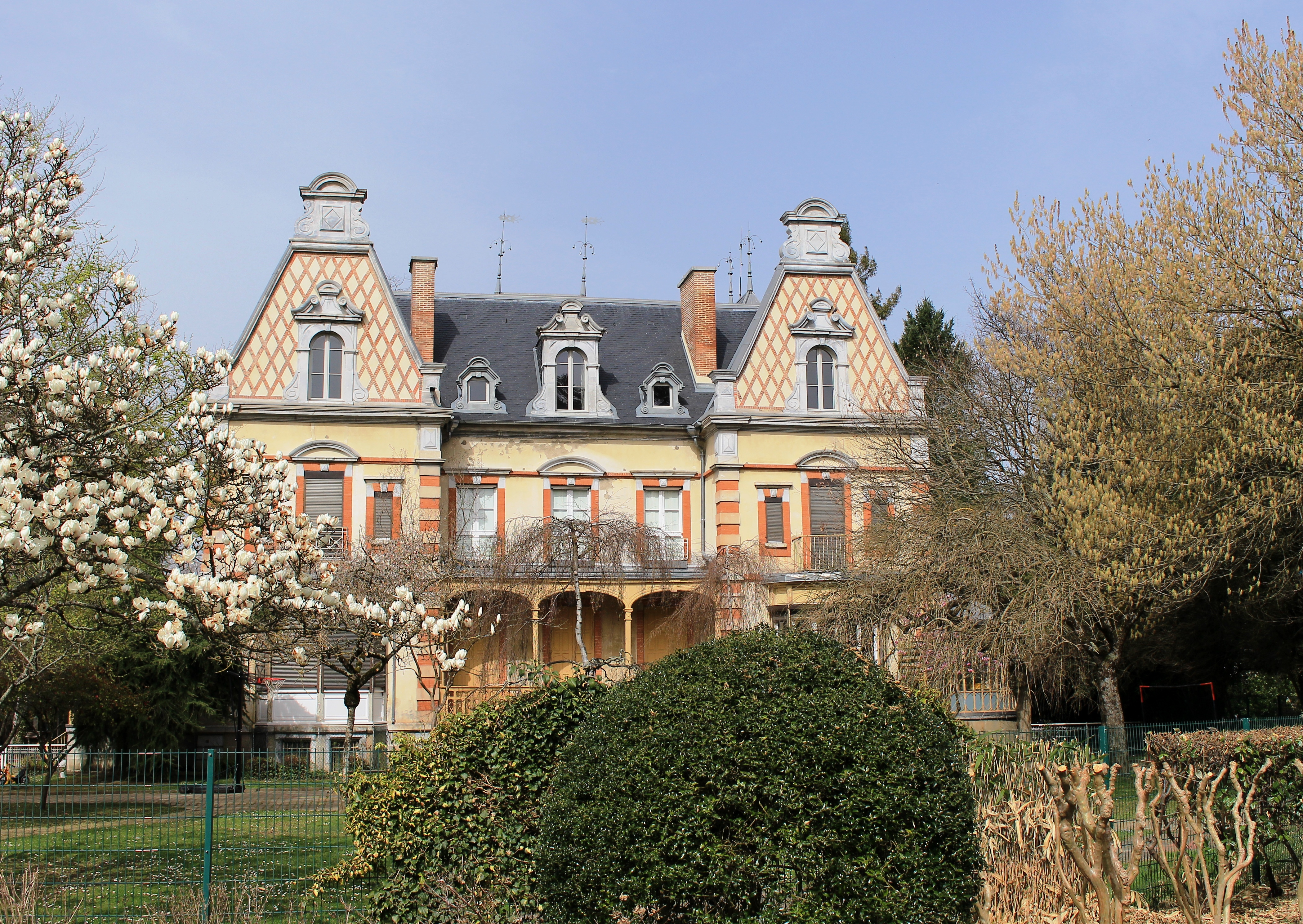
La villa Bel-Air
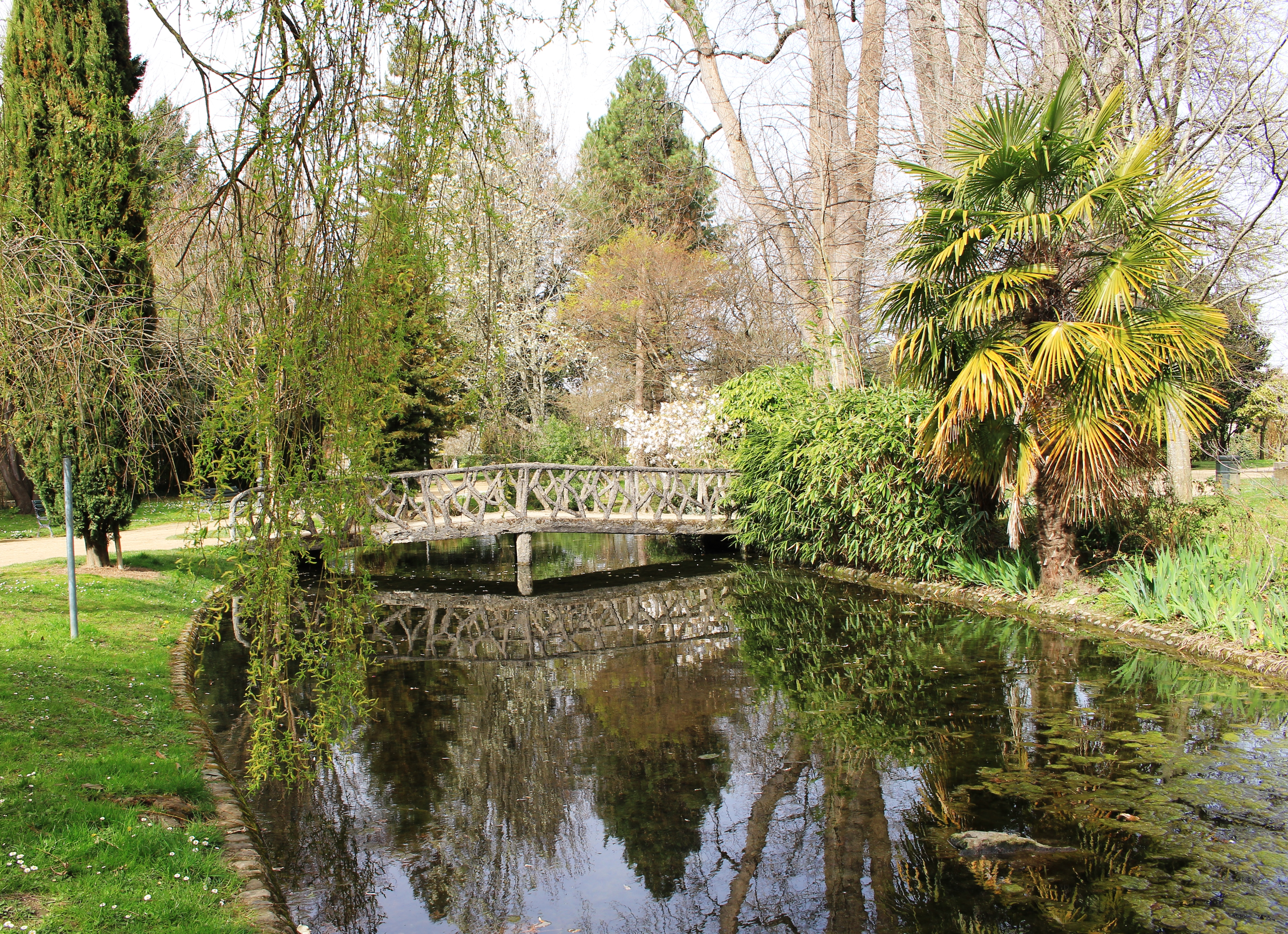
La passerelle.
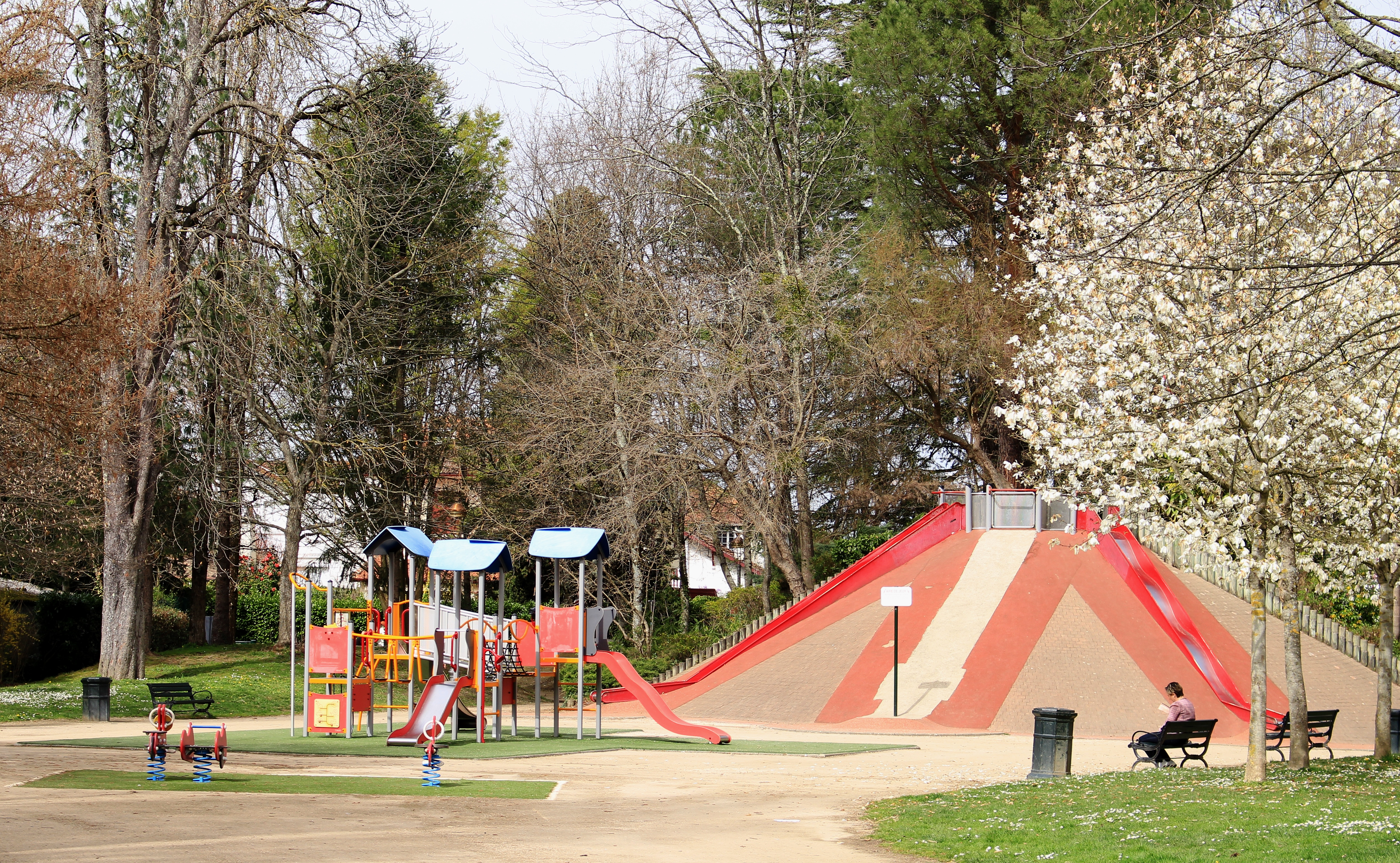
L'aire de jeux.
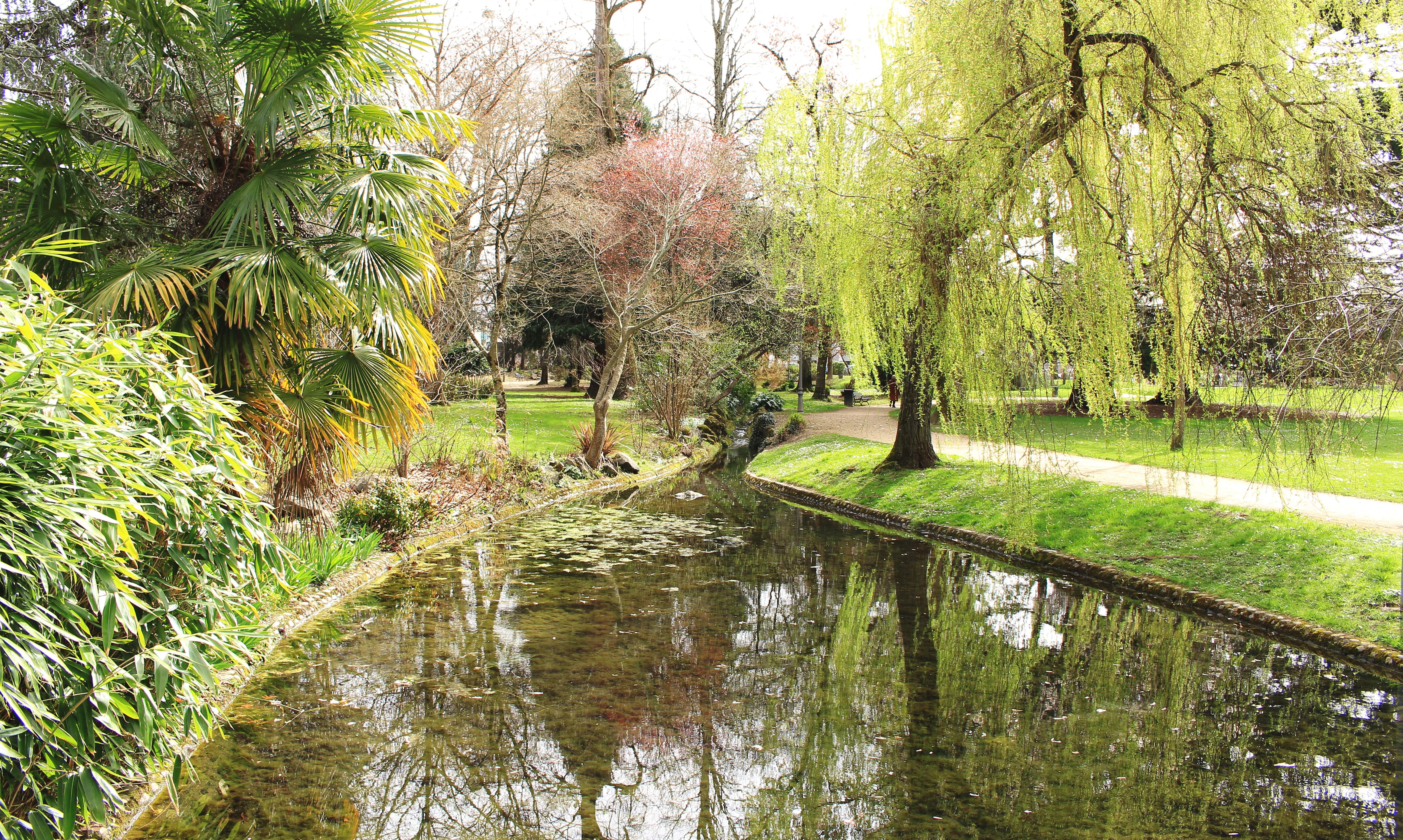
L'étang.